# Geografia statului Haiti
Haiti este un stat din partea de vest a insulei Hispaniola, a doua insulă ca mărime din Antilele Mari. Aceasta se află, în cea mai mare parte, între latitudinile de 18° și 20° latitudine nordică, și 71° și 75° longitudine vestică. 
Are o suprafață de 27.700 kilometri pătrați 
Populația este de 8. 121.622 milioane de locuitori, dintre care 8,5 milioane vorbesc creola haitiană, iar restul limba franceză.
Relief: constă în principal din munții stâncoși cu câmpiile mici de coastă și văile râurilor.
Cel mai înalt punct al țării este de la Pic Selle, de la 2680 de metri .
Nord: Nord Masivul și Câmpia de Nord. Nord Masivul, este o extensie a Cordillera Central.
Centru: două câmpii și două seturi de lanțuri muntoase. Podișul Central se întinde de-a lungul ambelor maluri ale râului Guayamouc, la sud de Masivul du Nord.
Punctul său vestic este cunoscut sub numele de Cap carcasă.
Valea țării cel mai important din punct de vedere al culturilor este Plaine de l'Artibonite, care este orientat spre sud a noires Montagnes. Această regiune sprijină țării (de asemenea, de Hispaniola) cel mai lung fluviu, Riviere l'Artibonite.
Haiti include, de asemenea, diverse insule din larg. Insula istoric celebru din Tortugle este situat pe coasta de nord a Haiti. Arondismentul La Gonâve este situat pe insula cu același nume, în Golfe de la Gonâve. Gonâve Insula este moderat populat de săteni din mediul rural. Île à vache ,o insulă luxuriantă, cu multe atracții frumoase, este situata pe vârful de sud-vestul Haiti. De asemenea, o parte din Haiti sunt Cayemites și Anacaona Île d '.
Economia : are o economie pe piața liberă ,care se bucură de avantajele oferite de costurile forței de muncă reduse. Economia din Haiti a fost grav afectată de cutremurul din 2010.